# Gustav Lehner
Gustav Lehner (Osijek, 17 febbraio 1913 – Zagabria, 5 febbraio 1987) è stato un calciatore croato, di ruolo centrocampista.

## Palmarès

### Giocatore

#### Competizioni nazionali
- Campionato jugoslavo: 2

BSK Belgrado: 1935-1936, 1938-1939

### Allenatore

#### Competizioni nazionali
- Campionato jugoslavo: 1

Dinamo Zagabria: 1957-1958